# Valerie Barthelemy
Valerie Barthelemy (* 30. April 1991) ist eine belgische Triathletin und Olympiastarterin (2020).

## Werdegang
Valerie Barthelemy wuchs in den USA auf, war in ihrer Jugend als Schwimmerin aktiv und startet seit 2015 als Profi-Triathletin.
2017 wurde sie belgische Triathlon-Meisterin und sie konnte sich den Titel 2018 erneut sichern.
Im August 2018 wurde sie Dritte bei der ETU-Europameisterschaft in der vierköpfigen Staffel (mit Claire Michel, Jelle Geens und Marten Van Riel).
Sie qualifizierte sich in der belgischen Staffel für einen Startplatz bei den Olympischen Sommerspielen (23. Juli bis 8. August) in Tokio, wo sie im Juli 2021 in der Staffel den fünften und in der Einzelwertung den zehnten Rang belegte.
Im Juni 2024 wurde die 33-Jährige auf der Mitteldistanz Dritte im Ironman 70.3 Boulder.

## Sportliche Erfolge
| Datum/Jahr    | Rang | Wettbewerb                                      | Austragungsort | Zeit     | Bemerkung                                                                       |
| ------------- | ---- | ----------------------------------------------- | -------------- | -------- | ------------------------------------------------------------------------------- |
| 8. Juni 2024  | 3    | Ironman 70.3 Boulder                            | Boulder        | 04:08:22 |                                                                                 |
| 12. Aug. 2022 | 14   | ETU Triathlon European Championship             | München        | 01:54:11 | Europameisterschaft                                                             |
| 14. Mai 2022  | 19   | ITU World Championship Series 2022              | Yokohama       | 01:57:12 |                                                                                 |
| 31. Juli 2021 | 5    | Olympische Sommerspiele 2020, Mixed Relay       | Tokio          | 01:24:36 | in der gemischten Staffel mit Claire Michel, Marten Van Riel und Jelle Geens    |
| 27. Juli 2021 | 10   | Olympische Sommerspiele 2020                    | Tokio          | 01:58:49 |                                                                                 |
| 15. Mai 2021  | 16   | ITU World Championship Series 2021              | Yokohama       | 01:56:39 |                                                                                 |
| 5. Sep. 2020  | 20   | ITU World Championship Series 2020              | Hamburg        | 00:56:11 | Weltmeisterschaft                                                               |
| 12. Mai 2019  | 3    | ITU Triathlon World Cup                         | Jintang        | 00:31:35 | hinter der Deutschen Laura Lindemann                                            |
| 15. Aug. 2018 | 1    | BEL Triathlon National Championships            | Izegem         | 01:58:17 |                                                                                 |
| 11. Aug. 2018 | 3    | ETU Triathlon European Championship Mixed Relay | Glasgow        | 01:15:29 | in der vierköpfigen Staffel, mit Claire Michel, Jelle Geens und Marten Van Riel |
| 15. Aug. 2017 | 1    | BEL Triathlon National Championships            | Izegem         | 02:08:24 |                                                                                 |
| 15. Aug. 2016 | 5    | BEL Triathlon National Championships            | Izegem         | 02:12:37 |                                                                                 |

| Datum/Jahr    | Rang | Wettbewerb                        | Austragungsort | Zeit     | Bemerkung                   |
| ------------- | ---- | --------------------------------- | -------------- | -------- | --------------------------- |
| 16. Sep. 2015 | 12   | ITU Aquathlon World Championships | Chicago        | 00:34:58 | Aquathlon-Weltmeisterschaft |

(DNF – Did Not Finish)